# Мясковский, Август
Август Мясковский (1838—1899) — российский и немецкий экономист и статистик.
Окончил курс в Дерптском университете. Принимал участие в комиссии для преобразования гражданского и уголовного судопроизводства в балтийских провинциях; был доцентом в Рижском политехникуме, затем был приват-доцентом в Йенском университете, профессором политической экономии и статистики в Базельском университете, Гогенгеймской сельскохозяйственной академии, Бреславльском, Венском и Лейпцигском университетах.
Главные труды Мясковского:
- «Die Gebundenheit des Grund und Bodens durch Familienfideikommisse» (Иена, 1873),
- «Ein Beitrag zur Geschichte der volkswirtschaftlichen u. Bestrebungen in der Schweiz» (Базель, 1875),
- «Die Verfassung der Land-, Alpen- und Forstwirtschaft der deutschen Schweiz in ihrer geschichtlichen Entwickelung v. XIII Jahrh. bis in die Gegenwart» (Базель, 1878),
- «Die schweizerische Allmend in ihrer geschichtlichen Entwickelung vom XIII Jahrh. bis in die Gegenwart» (Лейпц., 1879),
- «Das Erbrecht und die Grundeigentumsvertheilung im Deutschen Reiche» (Лейпциг, 1884—86),
- «Agrarpolitische Zeit- und Streitfragen» (Лпц., 1889),
- «Das Problem d. Grundeigentumsvertheilung in geschichtlicher Entwickelung» (Лпц., 1890),
- «Zur oesterr.-ungarischen Währungsreform» (в «Mitteilungen der Gesell. österreich. Volkswirte» (1890),
- «Die Anfänge der Nationalökonomie» (Лейпц., 1891; вступительные лекции его в Венск. и Лейпцигском унив.; напечатаны также по-французски в «Revue d’économie politique», 1890 и 1892)